# 3605-ös mellékút (Magyarország)
A 3605-ös számú mellékút egy majdnem pontosan 22 kilométeres hosszúságú, négy számjegyű mellékút Borsod-Abaúj-Zemplén vármegye középső részén; Miskolc keleti szélétől húzódik Ongán és Gesztelyen keresztül Bekecs nyugati határszéléig.

## Nyomvonala
Miskolc keleti külterületei között ágazik ki a 3-as főútból, annak nem sokkal a 190. kilométere előtt létesített, körforgalmi jellegű, de egyben több szintű csomópontjából (hiszen a főút nagyjából ugyanitt keresztezi az M30-as autópályát is). Délkelet felé indul, Határ út néven; kevesebb, mint 300 méter megtétele után átszeli a Kis-Sajó folyását, fél kilométer után pedig átlép Felsőzsolca területére, ahol gyakorlatilag azonnal belterületek közé érve folytatódik.
E település első házait elhagyva rögtön egy körforgalomba ér: onnan délkelet felé (tehát az addigi irányát követve) kiágazik belőle a 3606-os út, maga a 3605-ös pedig északkeleti irányt vesz, a Kassai utca néven. Épp csak túljutva az első kilométerén, ismét egy elágazáshoz ér, ott a 37 104-es számú mellékút torkollik bele: ez észak-északkeleti irányból köti össze Felsőzsolcát a 3-as főút és a 37-es főút szétágazásánál létesült körforgalmú csomóponttal. További belterületi szakasza az Ongai út nevet viseli, a belterület keleti széléig, amit nagyjából a második kilométere táján hagy el; nem sokkal ezután egy újabb körforgalomban keresztezi a 37-es főutat is, kicsivel a negyedik kilométere előtt pedig teljesen kilép Felsőzsolca határai közül.
Onga területén folytatódik, méghozzá szinte azonnal Újtelep településrész belterületén, Berzsenyi Dániel utca néven. Kicsivel az ötödik kilométere előtt beletorkollik észak felől a Szikszó térségétől idáig húzódó 3701-es út, majd szinte azonnal keresztezi a Felsőzsolca–Hidasnémeti-vasútvonalat, Onga vasútállomás térségének déli széle mellett. A síneket elhagyva már az ongai Ófalu belterületének északi részén halad keresztül, nagyjából 6,1 kilométer megtétele után pedig kilép a lakott területek közül.
7,5 kilométer megtételét követően az út Gesztely határai között halad tovább, a község első házait körülbelül 9,3 kilométer után éri el. Pár száz méterrel arrébb áthalad a Hernád hídján, majd a túlparton egy rövid szakasza az Onga utca nevet viseli. Még a tizedik kilométere előtt, a központban délnek fordul és a Petőfi utca nevet veszi fel, ugyanott kiágazik belőle északkeletnek a 3702-es út, Alsódobsza-Megyaszó-Legyesbénye felé. Petőfi utca néven folytatódik, majd 10,6 kilométer után egy újabb elágazása következik: dél felé a 3607-es út ágazik ki belőle, miközben a 3605-ös keletnek fordul s a Vásártér nevet viseli a belterület keleti széléig (amit nagyjából a 11. kilométerénél ér el).
A 17+750-es kilométerszelvénye táján kiágazik belőle dél felé a 3723-as út Újharangod-Taktaharkány irányába, ugyanott átlép Megyaszó határai közé. E község lakott területeit azonban nem érinti, oda csak a 3722-es út vezet, mely a 20+150-es kilométerszelvénye táján torkollik bele a 3605-ös útba, északi irányból.  20,8 kilométer megtételét követően az út átlép Bekecs határai közé, és e község nyugati külterületei között ér véget, beletorkollva a 37-es főútba, annak a 20+300-as kilométerszelvénye közelében.
Teljes hossza, az országos közutak térképes nyilvántartását szolgáló kira.kozut.hu adatbázisa szerint 22,014 kilométer.

## Története
A Kartográfiai Vállalat 1990-es kiadású Magyarország autóatlasza a teljes hosszában feltünteti, de – a burkolatának minőségét illetően – egyetlen rövid szakaszt leszámítva végig csak portalanított útként.
A térkép érdekessége, hogy pormentes (tehát a 3605-ösnél jobb minőségű) becsatlakozó útként tüntet fel egy bekötőutat Újcsanálos irányában; ez bizonyára azonos azzal az úttal, amely a 13+900-as kilométerszelvénynél ágazik ki a 3605-ösből észak felé, de a Google Utcakép felvételei alapján nem tűnik olyan útnak, ami bármikor is szilárd burkolatú lett volna.

## Települések az út mentén
- Miskolc
- Felsőzsolca
- Onga
- Gesztely
- (Megyaszó)
- (Bekecs)